# 星女郎

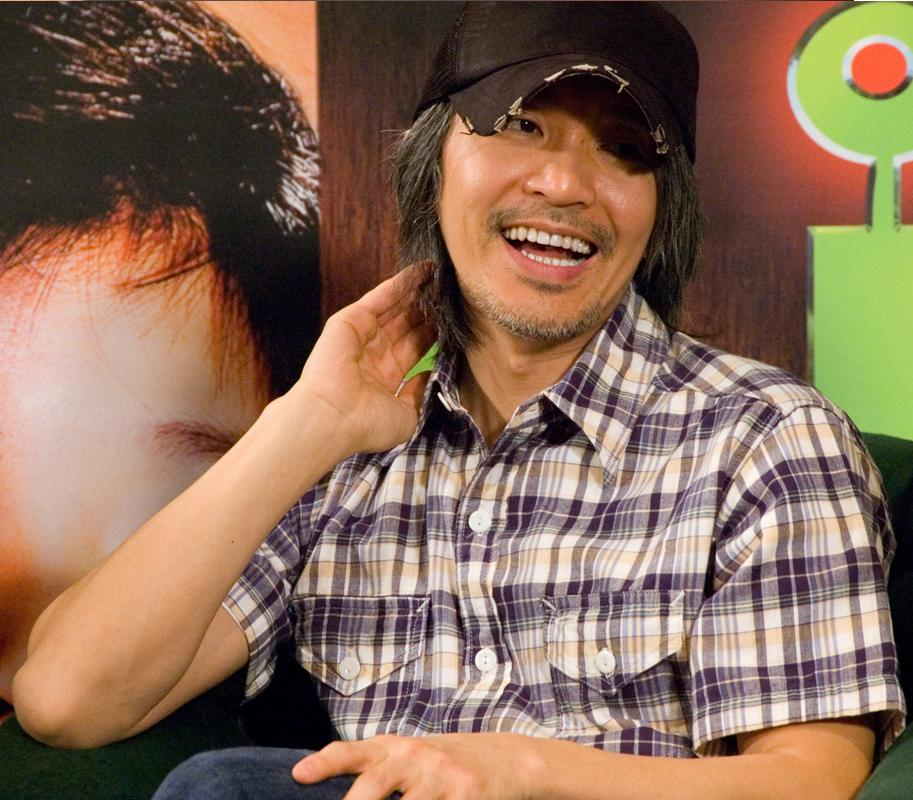
周星馳

星女郎在媒體中是指周星馳電影及劇集中的女主角，多在影片中與周星馳搭檔飾演螢幕情侣及拍檔。
歷年來曾與周星馳合作、並被稱為「星女郎」的女演員眾多，各具特色。在眾星女郎之中，因為張敏與周星馳搭檔次數最多，以俐落聰慧的形象活躍於《逃學威龍》《九品芝麻官》等作品，也最廣為人知及印象深刻，所以張敏通常被影迷和普遍認為是星女郎之首。
朱茵則因《大話西遊》中的紫霞仙子一角深植人心，成為影迷心中的永恆女神，也被視為經典代表。莫文蔚在《食神》中展現反差魅力，亦為重要星女郎之一。
林允則為較晚期的新生代代表，因主演《美人魚》而一炮而紅。此外還有黃聖依（《功夫》）、張柏芝（《喜劇之王》）、劉嘉玲、鍾麗緹等，皆曾與周星馳合作，風格迥異，展現「星女郎」在不同時代的演變與多元魅力。

## 星女郎列表
| 姓名           | 作品 | 備註 |
| -------------- | --- | --- |
| 羅慧娟（已故） | 《蓋世豪俠》（TVB電視劇） | 周星馳曾經公開承認的戀人。                                                                                       |
| 藍潔瑛（已故） | 《430穿梭機》（TVB兒童節目） 《蓋世豪俠》（TVB電視劇） 《唐伯虎點秋香》 《西遊記第壹佰零壹回之月光寶盒》 《西遊記大結局之仙履奇緣》                                                                         | |
| 邱淑貞         | 《大都會》（TVB電視劇） 《整蠱專家》 《鹿鼎記》 《鹿鼎記2神龍教》 《算死草》 | |
| 梅小惠         | 《鬥氣一族》(TVB電視劇) 《蓋世豪俠》(TVB電視劇） 《大都會》(TVB電視劇) 《他來自江湖》(TVB電視劇） 《無敵幸運星》 《漫畫威龍》                                                                               | |
| 吳君如         | 《鬥氣一族》（TVB電視劇） 《流氓差婆》 《望夫成龍》 《賭聖》 《無敵幸運星》 《賭俠II之上海灘賭聖》 《家有囍事》 《鹿鼎記》 《鹿鼎記2神龍教》 《行運一條龍》 《千王之王2000》                                | |
| 張敏           | 《最佳女婿》 《賭聖》 《賭俠》 《新精武門1991》 《逃學威龍》 《賭俠II之上海灘賭聖》結尾 《漫畫威龍》 《逃學威龍2》 《鹿鼎記》 《鹿鼎記2神龍教》前段 《武狀元蘇乞兒》 《逃學威龍3之龍過雞年》 《九品芝麻官》 | 是所有星女郎中合作次數最多者。                                                                                   |
| 柏安妮         | 《流氓差婆》 《一本漫畫闖天涯》 《咖哩辣椒》 | |
| 陳秀雯         | 《孖仔孖心肝》（TVB電視劇） | |
| 胡櫻汶         | 《孖仔孖心肝》（TVB電視劇） | |
| 蔡嘉利         | 《生命之旅》（TVB電視劇） | |
| 周慧敏         | 《風雨同路》 | |
| 陳德容         | 《師兄撞鬼》 《鹿鼎記》 《鹿鼎記2神龍教》 | |
| 葉子楣         | 《師兄撞鬼》 《龍的傳人》 《情聖》 | |
| 毛舜筠         | 《他來自江湖》（TVB電視劇） 《龍的傳人》 《情聖》 《家有囍事》 | |
| 苑瓊丹         | 《逃學威龍》 《審死官》 《武狀元蘇乞兒》 《唐伯虎點秋香》 《濟公》 《九品芝麻官》 《大內密探零零發》 《食神》 《千王之王2000》                                                                              | 常在周星馳電影飾演女配角，多任丑角。                                                                             |
| 鞏俐           | 《賭俠2之上海灘賭聖》 《唐伯虎點秋香》 | |
| 方季惟         | 《賭俠2之上海灘賭聖》 | 台灣版的女主演。                                                                                                 |
| 張曼玉         | 《家有囍事》 《濟公》 | |
| 朱茵           | 《逃學威龍2》 《西遊記第壹佰零壹回之月光寶盒》 《西遊記大結局之仙履奇緣》 | 因出演周星驰电影而走红。                                                                                         |
| 梅艷芳（已故） | 《审死官》 《逃學威龍3之龍過雞年》 《濟公》 | 《濟公》中客串觀世音菩薩。                                                                                       |
| 周海媚（已故） | 《逃學威龍3之龍過雞年》 | |
| 袁潔瑩         | 《鹿鼎記》 《鹿鼎記2神龍教》 | |
| 林青霞         | 《鹿鼎記》結尾 《鹿鼎記2神龍教》 | |
| 李嘉欣         | 《鹿鼎記2神龍教》 | |
| 鍾麗緹         | 《破壞之王》 《九品芝麻官》 《食神》 《97家有囍事》 | 《食神》中客串周星馳角色幻想裡的初戀女學生。                                                                     |
| 蔡少芬         | 《九品芝麻官》 《西遊記大結局之仙履奇緣》 | |
| 袁詠儀         | 《國產凌凌漆》 | |
| 陳寶蓮（已故） | 《國產凌凌漆》 | |
| 莫文蔚         | 《回魂夜》 《西遊記第壹佰零壹回之月光寶盒》 《西遊記大結局之仙履奇緣》 《食神》 《算死草》 《喜劇之王》 《少林足球》                                                                                        | 《少林足球》中客串玉面雙飛龍之一。因出演周星驰电影而走红。                                                       |
| 梁詠琪         | 《百变星君》 | |
| 孫佳君         | 《百变星君》 | |
| 劉嘉玲         | 《大内密探零零发》 | |
| 李若彤         | 《大内密探零零发》 | |
| 黎姿           | 《97家有囍事》 | |
| 鄭秀文         | 《行運一條龍》 | |
| 舒淇           | 《行運一條龍》 《西遊·降魔篇》 | |
| 趙薇           | 《少林足球》 | |
| 張栢芝         | 《喜剧之王》 《少林足球》 | 《喜劇之王》女主演。是1999年的票房冠军，张柏芝給徹底捧紅並成為一線女星。之後在《少林足球》中客串玉面雙飛龍之一。 |
| 黄圣依         | 《功夫》 | 饰演哑女，雖然一句台词也没有，仍然一炮走红。                                                                     |
| 張雨绮         | 《長江7號》 《美人魚》 | 《長江7號》女主演之一，在片中飾演袁老師，虽戲份有限，仍然一炮走红。                                              |
| 徐嬌           | 《長江7號》 | 主演，反串擔當周星馳角色的兒子。                                                                                 |
| 張美娥         | 《西遊·降魔篇》 《美人魚》 《西遊·伏妖篇》 | 客串，被媒體譽為最老的星女郎。                                                                                   |
| 林允           | 《美人魚》 《西遊·伏妖篇》 | |
| 鄂靖文         | 《新喜劇之王》 | 擔任女主演。 |
| 景如洋         | 《新喜劇之王》 | 飾演女配角。 |
| 夏若妍         | 《金豬玉葉》（抖音短劇） | 首位短劇女主演。                                                                                                 |